# 海洋資源

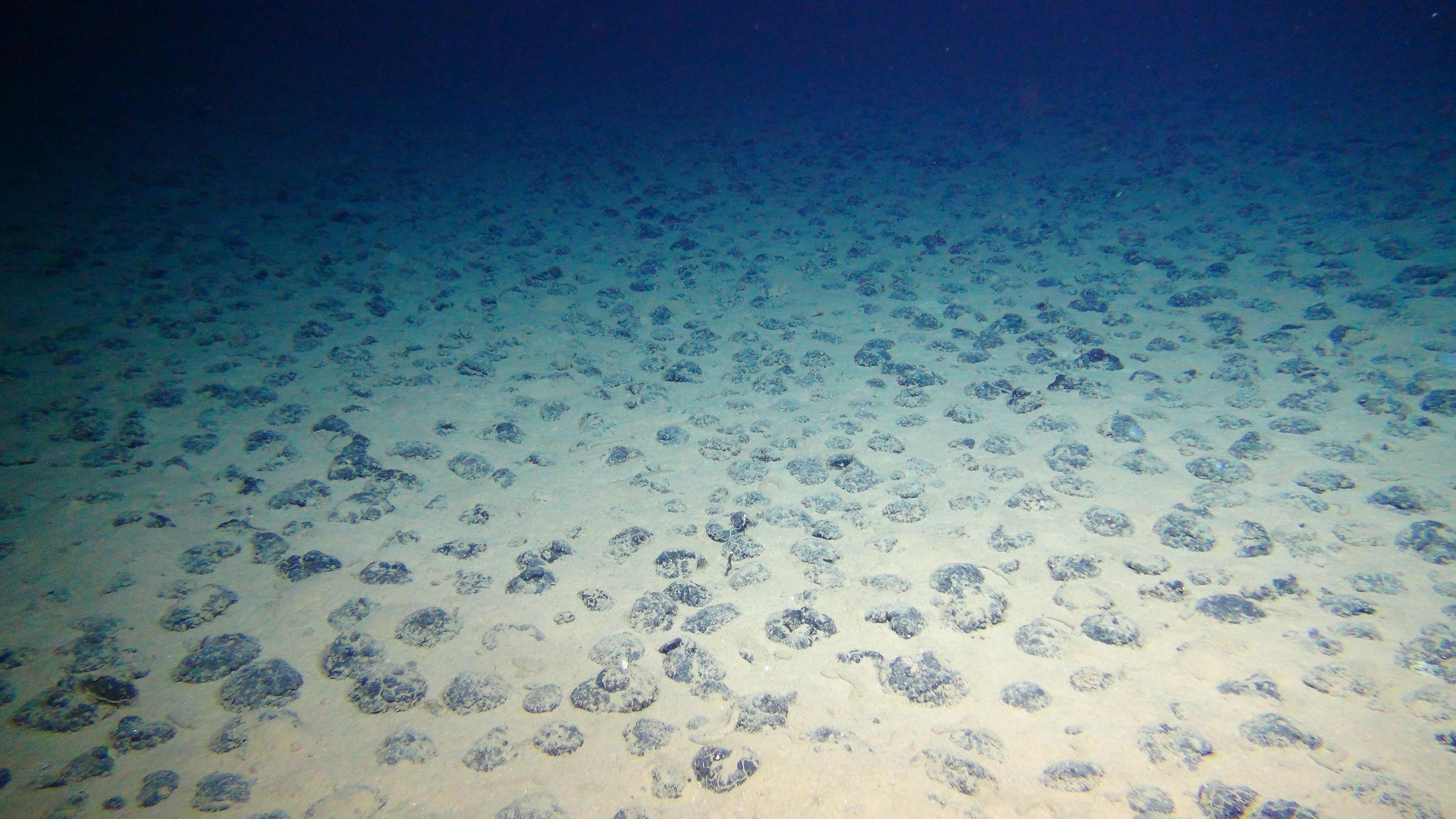
クラリオン・クリッパートン海域の多金属団塊

海洋資源（かいようしげん）とはマンガン団塊、コバルト・リッチ・クラスト 、海底熱水鉱床、石油、メタンハイドレート、水産物、食塩をはじめとする海水溶存物、波力、海流、温度差等の海洋エネルギー、さらに居住都市用の海上および海中の空間を含む海洋由来の資源の総称である。

## 概要
海洋資源は世界の各地で確認されているが、現在の採掘技術、相場では石油や天然ガス等、一部を除き、採算が取れないものが大半である。今後、技術開発の進展により採掘費用が低減するか地下資源の逼迫により相場が高騰すれば採掘が進む可能性がある。排他的経済水域 (EEZ)が決められ、管理される。日本の国土面積は38万km2で世界で第60位であるが、領海・排他的経済水域 (EEZ)は約448万km2でアメリカ合衆国、フランス、オーストラリア、ロシア、カナダに次ぎ、世界で第6位である。
海洋資源の開発を進め、偏在する資源の輸入への依存を減らす事は安全保障の観点からも望まれる。

## 文献
- 「海洋資源大国めざす日本プロジェクト! 海底油田探査とメタンハイドレートの実力 (角川SSC新書)」、角川マガジンズ、2013年9月10日、ISBN 9784047316157。
- 「日本の海洋資源 なぜ、世界が目をつけるのか (祥伝社新書)」、祥伝社、2014年9月1日、ISBN 9784396113827。
- 「ジパングの海　資源大国ニッポンへの道」、講談社、2014年5月20日、ISBN 9784062728485。